# Kazimierz Jan Sapieha
Il conte Kazimierz Jan Sapieha (1637 – Hrodna, 13 marzo 1720) è stato un nobile e ufficiale polacco.

## Biografia
Era il figlio di Paweł Jan Sapieha, e di sua moglie, Anna Barbara Kopeć.

## Carriera
Nel 1663, è stato nominato tesoriere della corte di Lituania, voivodato di Połock nel 1671. Fu un membro della confederazione di Kobryn delle truppe del Granducato di Lituania nel 1672 e nel 1673 divenne un membro del Senato come consigliere militare del re.
Fu nominato voivoda di Samogizia nel 1676, hetman di Lituania nel 1681, voivoda di Vilnius nel 1682, grand hetman di Lituania nel 1683. Nello stesso anno, comandò il contingente lituano dell'esercito della Repubblica, durante la campagna di Giovanni III Sobieski per liberare Vienna dagli ottomani.
Nel 1691, secondo i progetti dell'architetto italiano Pietro Perti, fece costruire a Vilnius il Palazzo Sapieha. Il 5 luglio 1697 firmò a Varsavia un annuncio per sostenere una libera elezione, che chiamava la nobiltà a una convenzione in difesa dei diritti violati della Repubblica. Prese parte alla ribellione di Łowicz nello stesso anno.
Durante la guerra civile lituana, nel 1700, fu a capo della famiglia Sapieha per mantenere il suo dominio nel Granducato. Il 18 novembre venne sconfitto nella battaglia di Olkieniki dalla nobiltà lituana guidata da Michał Wiśniowiecki.

## Matrimoni

### Primo Matrimonio
Nel 1667 sposò Christina Barbara Glebovich (1647-1695), la figlia minore di Yuri Glebovich. Ebbero quattro figli:
- Jerzy Stanisław Sapieha (1668-1732), sposò in prime nozze Izabela Helena Połubińska, ebbero quattro figli, in seconde nozze Teodora Sołtan, ebbero una figlia;
- Michał Franciszek Sapieha (1670-1700);
- Aleksander Paweł Sapieha (1672-1734), sposò Marie Christine de Béthune, ebbero quattro figli;
- Katarzyna Scholastyka (1674-1720), sposò Stefan Mikołaj Branicki, ebbero cinque figli.

## Morte
Morì il 13 marzo 1720 a Hrodna e fu sepolto a Bjaroza.